# L'Automobile magazine
Pour les articles homonymes, voir Automobile (homonymie).
L’Automobile Magazine est une revue française consacrée à l’automobile. Fondé en 1946, ce mensuel est le plus ancien magazine encore existant de sa catégorie. Il est par exemple antérieur à L'Auto-Journal (créé en 1950), que beaucoup considèrent comme son concurrent direct. L’Automobile Magazine se distingue également par son format en dos carré, qui lui confère un côté premium.

## Histoire
L’Automobile voit le jour au lendemain de la Seconde Guerre mondiale grâce à l’association d’un ancien capitaine de l’armée de l’air française, Pierre Laureys, et du publicitaire Jean-Claude Moulin. À ses débuts, le périodique couvre l’actualité automobile, mais également celles liées à aéronautique, aux motos ainsi qu’à l’univers nautique. Le premier numéro, paru en septembre 1946, comporte 28 pages. Aujourd’hui, il en comporte entre 130 et 196.
Durant les premières années, la couverture est souvent une illustration en couleur, signée des célèbres affichistes Géo Ham et Rob Roy, qui fait référence aux voitures de luxe de l’époque. Le reste de la revue est en noir et blanc. Le logo L’Automobile, en rouge clair, domine l’image alors que le sommaire, sur la droite, reste discret. Le numéro est vendu 20 francs.
En 1999, la Société des éditions techniques et touristiques de France (SETTF), qui édite notamment L'Automobile magazine, fusionne avec sa filiale Edirégie, acquise en septembre 1994 et devient Motor Presse France en 2000,,,.
Dans un article écrit dans le numéro dédié aux 60 ans du magazine, en 2006, la rédaction nous informe sur le contenu de ce fameux numéro un : « L’Automobile consacre 15 % de sa pagination aux aéroplanes (…) alors que la moto n’a droit qu’à une page simple. » Jusqu’aux années 1950, la parution reste aléatoire car dépendante du budget du mensuel.
Petit à petit, le mensuel abandonne ses pages consacrées à l’aéronautique, aux bateaux et au tourisme au profit de l’automobile. L’augmentation croissante du nombre de voitures sur le marché conduit en effet le magazine à accorder une part plus importante aux essais ainsi qu’aux articles sur les nouveautés. Il a par ailleurs contenu, à partir de 1952, un cahier spécial réservé à la compétition automobile : Sport Mécanique. Cahier d'ailleurs abandonné à partir de mai 1982, au moment où L’Automobile devient L’Automobile Magazine (il s'agissait du 420e numéro). En février 2015, il redevient L'Automobile jusqu'en janvier 2016, date à laquelle il redevient l'Automobile Magazine.
En 2015, Motor Presse France, propriétaire de la revue et en perte depuis plusieurs années, est rachetée par Reboot Media et devient Move Publishing,,.
En 2018, la revue est reprise par Upside Down Media à la suite de la revente de Move Publishing par Reboot Media.
En 2023 la revue est reprise par Webedia qui a racheté Upside Down Media

## Contenu
Aujourd’hui, le magazine met avant tout l’accent sur les essais et les nouveautés attendues sur le marché automobile, à plus ou moins long terme. Généralement, on compte au moins vingt essais par numéro. Depuis 2001, le mensuel fournit des mesures sur les autos à l’essai selon un protocole certifié conforme à la norme ISO 9001. Il est d’ailleurs le seul en Europe à disposer d’une telle certification.
Les rubriques récurrentes de L’Automobile Magazine sont :
- « MDA Le monde de l’auto » : l’actualité des constructeurs et de l’automobile en général ;
- « Tendances vertes » : essais, présentations de nouveautés en matière de véhicules hybrides et électriques, solutions techniques et innovations en faveur d’une baisse de la consommation et de la pollution… ;
- « Nouveautés » : révélations sur des nouveaux modèles, articles sur le design, les concept car et les tendances du futur ;
- « Essais (Conduites) » : essais simples, matches et super tests ;
- « Sport » : des articles inédits sur le monde de la compétition automobile (interview, sujet spécial…) et actualités sur les sports mécaniques ;
- « Votre quotidien » : le guide pratique de l’automobiliste, bilans et enquêtes qualité-fiabilité, page occasion, prix du neuf… ;
- « Magazine » : articles traitant de toutes sortes de sujet automobile (portrait, voyage, interview exclusive, collection insolite…).

Depuis 1978, le magazine organise également « les trophées de L’AM », récompensant les personnalités et les entreprises qui se sont mises en valeur au cours de l’année, ou qui ont simplement marqué le monde de l’automobile. Le mensuel décerne les trophées du coup de cœur, de la stratégie, de la passion, de l’exploit sportif, de l'espoir sportif, de la sécurité, du design et de l’innovation. En 2013, les lauréats étaient respectivement l'Alfa Romeo 4C, Jaguar/Land Rover, Aston Martin, Renault, Pierre Gasly, Vigicarotte, la Citroën Cactus et PSA Peugeot Citroën.
En outre, L’Automobile Magazine, représenté par Stéphane Meunier, participe chaque année, en collaboration avec six autres journaux européens, à l’élection de la voiture de l’année (Car of the year). En 2011 et en 2018, la France (et donc L’AM) en était l’organisateur.
Le tirage du magazine est de 200 000 exemplaires pour une diffusion totale de 120 000 (chiffres 2013, source : OJD). En plus du mensuel, L’Automobile Magazine fait aussi paraître plusieurs hors-série par an (Toutes les voitures du monde, SUV, Machines d'exception...), de même que deux guides d’achat trimestriels : Occasions Mag et Nouvelles énergies.

## Rédaction
- Directeur de la rédaction et rédacteur en chef : Stéphane Meunier
- Rédacteur en chef adjoint : Pierre Lefebvre
- Adjoint au rédacteur en chef : Laurent Lepsch
- Directeur artistique : Olivier Robert
- Rédacteurs : Gaël Brianceau, Christophe Congrega, François Lemaur, Didier Ric, Audric Doche
- Premier maquettiste : Julien Landeau

## Identité visuelle (logo)

Logo de février 2015 à janvier 2016.
Logo de janvier 2016 à juillet 2019.
Logo actuel.